# SNCF Z 150
De Z 150 is een Gelenktriebwagen, een elektrisch treinstel met lagevloerdeel bestemd voor het regionaal personenvervoer van de Franse spoorwegen (SNCF).

## Geschiedenis
De treinen werden door de SNCF voor de Ligne de Cerdagne besteld bij Stadler Rail.

## Constructie en techniek
Het treinstel is opgebouwd uit rijtuigen met een aluminium frame en een frontdeel van GVK. Het treinstel heeft een lagevloerdeel. Deze treinstellen kunnen tot twee stuks gecombineerd rijden. Het treinstel heeft een stroomafnemer voor derde rail. Het treinstel heeft geen tandradaandrijving.

## Treindiensten
Deze treinen worden door Société nationale des chemins de fer français (SNCF) ingezet op het volgende traject.
- Ligne de Cerdagne, spoorlijn station Villefranche - Vernet-les-Bains – station Latour-de-Carol - Enveitg

## Foto's

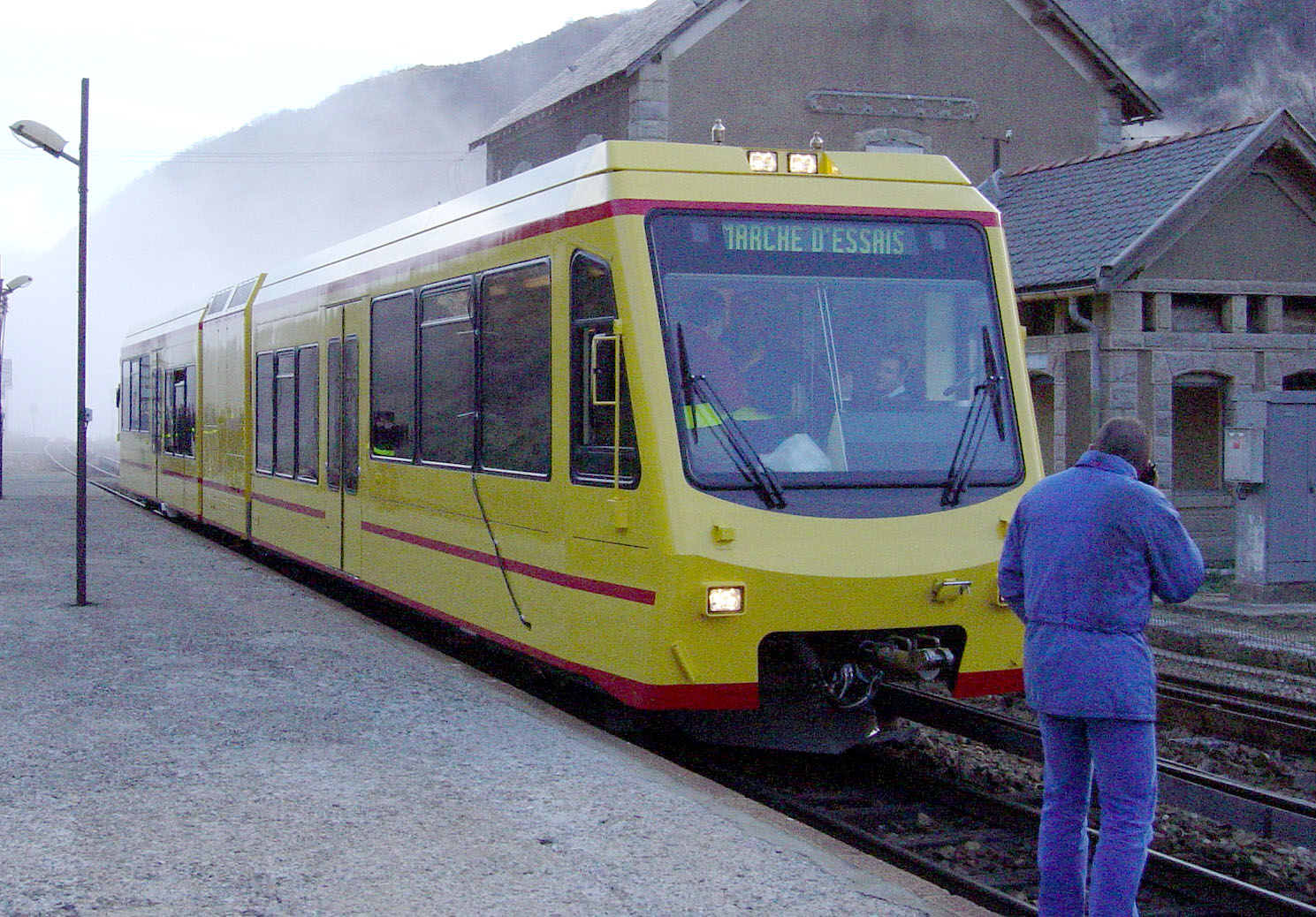